# Marie-Pierre Duros
Marie-Pierre Duros (7 giugno 1967) è un'ex mezzofondista francese.

## Palmarès
| Anno | Manifestazione           | Sede       | Evento                            | Risultato       | Prestazione | Note |
| ---- | ------------------------ | ---------- | --------------------------------- | --------------- | ----------- | ---- |
| 1985 | Europei juniores         | Cottbus    | 1500 m                            | Argento         | 4'18"34     |      |
| 1987 | Mondiali                 | Roma       | 3000 m                            | 14ª             | 9'14"61     |      |
| 1988 | Mondiali corsa campestre | Auckland   | Gara individuale (donne seniores) | 11ª             | -           |      |
| 1988 | Giochi olimpici          | Seul       | 3000 m                            | r               |             |      |
| 1988 | Giochi olimpici          | Seul       | 10000 m                           | r               |             |      |
| 1989 | Mondiali corsa campestre | Stavanger  | Squadre (donne seniores)          | Argento         | -           |      |
| 1990 | Europei                  | Spalato    | 3000 m                            | dnf (in finale) | -           |      |
| 1991 | Mondiali indoor          | Siviglia   | 3000 m                            | Oro             | 8'50"69     |      |
| 1991 | Mondiali                 | Tokyo      | 3000 m                            | 15ª             | 9'08"31     |      |
| 1992 | Mondiali corsa campestre | Boston     | -                                 | 29ª             | 22'11"      |      |
| 1992 | Giochi olimpici          | Barcellona | 1500 m                            | Semifinale      | 4'26"61     |      |
| 1992 | Giochi olimpici          | Barcellona | 3000 m                            | dnf (in finale) |             |      |
| 1995 | Mondiali                 | Göteborg   | 5000 m                            | Batterie        | 16'48"66    |      |